# Камъни Раи
Камъните Раи (на япски: raay), наричани също каменни пари, са големи каменни дискове, направени от арагонитов или калцитов варовик с дупка по средата. Камъните Раи са се дълбали на няколко острови от Микронезия, основно Палау, но за кратко и на Гуам, като са се транспортирали за използване като парична единица на остров Яп.
Паричната система на Яп разчита на устната история на собствеността. Тъй като камъните са твърде големи да се преместят, купуването на предмет включва просто съгласяване, че собствеността е била прехвърлена. Докато трансакцията се пази в устната история, физическо преместване на камъка не е нужно, а собственикът се знае.

## Форма и стойност
Камъните представляват дискове с дупка по средата. Могат да имат различни размери. Най-големите достигат 3,6 m в диамтър, 0,5 m на дебелина и тежат 4 тона. Най-големият камък Раи се намира на остров Румунг близо до село Рий.
Тези камъни са били, а и все още се използват при редки важни обществени взаимоотношения, например брак, наследяване, политически сделки, съюзи и по-рядко в замяна за храна. Много от тях се поставят пред сградите за събиране или покрай пътеките. Местоположението на камъка често не е от особено значение. Макар собственикът на камъка може да се промени, самият камък рядко се премества, поради масата си и риска от щети. Имената на предишните собственици се предоставят на новия собственик. В един случай, голям Раи, транспортиран на кану, е изпуснат на дъното на морето. Макар никога повече да не е видян, всички се съгласяват, че камъка все още трябва да е там, затова той продължава да бъде търгуван като истинско платежно средство.

## История
Япците са дълбали варовикови камъни от островите на Палау и са ги пренасяли до Яп с канута и салове. Има доказателства, че варовик се е добивал на Палау от япците още през 500 г., но по-широко му добиване започва в периода 1000 – 1400 г. Според местна легенда, япците откриват камъка на Палау преди около 500 – 600 години, когато експедиция, водена от човек на име Анагуманг, акостира на Палау. Варовикът на Яп не съществува и следователно е много ценен за жителите му. Първо, Анагуманг нарежда на хората си да режат камъка под формата на риба, но накрая се избира кръгла форма, вероятно, защото е по-подходяща за транспорт. Пробивала се е дупка в центъра на камъка, за да могат работниците да го носят. Най-големите дискове вероятно са се нуждаели от стотици хора за пренос.
Не е ясно в продължение на колко време каменните пари са се използвали на Яп. Намерени са плоски камъни на възраст от 2000 г., но най-старите не приличат на днешните камъни Раи и не се знае дали са били използвани като валута. Въпреки това, се знае, че размерът на камъните рязко се увеличава, след като европейските техники и търговци пристигат на Яп. Възможно е камъните да са еволюирали от по-малки мъниста.
През 1871 г. ирландско-американският капитан Дейвид Дийн О'Кийф корабокрушира близо до Яп и му е помогнато от местното население. По-късно той помага на япците да си набавят Раи и в замяна получава копра и морски краставици, които са ценни износни стоки в Далечния изток. О'Кийф предоставя на япците железни сечива. В резултат на това се образува инфлация и камъните, набавени с негова помощ, имат по-малка стойност от по-старите.
Търговията с камъни Раи накрая спира в началото на 20 век, поради търговски спорове между испанските и германските интереси в района. Каменоломните са изоставени. Когато силите на Японската империя превземат Яп през Втората световна война, те използват някои от камъните за строителство или като котви. Към 1929 г. японската администрация е преброила 13 281 каменни монети на острова.
Икономистът Милтън Фридман сравнява паричната роля на каменните пари със златните резерви във Форт Нокс за чужди правителства. Макар съвременната валута да е заменила камъните като ежедневна парична единица, камъните Раи все още се обменят в рамките на традициите на остров Яп. Днес те представляват национален символ.